# Saint-Jean-d’Illac
Saint-Jean-d’Illac ist eine französische Stadt mit 9702 Einwohnern (Stand: 1. Januar 2022) im Département Gironde in der Region Nouvelle-Aquitaine. Sie gehört zum Arrondissement Bordeaux und zum Kanton Mérignac-2. Die Einwohner werden Illacais(es) genannt.

## Geografie
Saint-Jean-d’Illac liegt etwa 16 Kilometer westlich von Bordeaux. Hier entspringt der Fluss Jalle. Umgeben wird Saint-Jean-d’Illac von den Nachbargemeinden Saint-Médard-en-Jalles und Martignas-sur-Jalle im Norden, Mérignac im Osten, Pessac im Südosten, Cestas im Süden, Marcheprime im Südwesten, Lanton und Audenge im Westen sowie Le Temple im Nordwesten.
Ein kleiner Teil des Flughafens Bordeaux-Mérignac liegt im Gemeindegebiet.

## Bevölkerung
| Jahr      | 1962 | 1968  | 1975  | 1982  | 1990  | 1999  | 2006  | 2017  |
| --------- | ---- | ----- | ----- | ----- | ----- | ----- | ----- | ----- |
| Einwohner | 912  | 1.016 | 1.498 | 2.538 | 3.879 | 5.213 | 6.333 | 8.377 |

## Sehenswürdigkeiten

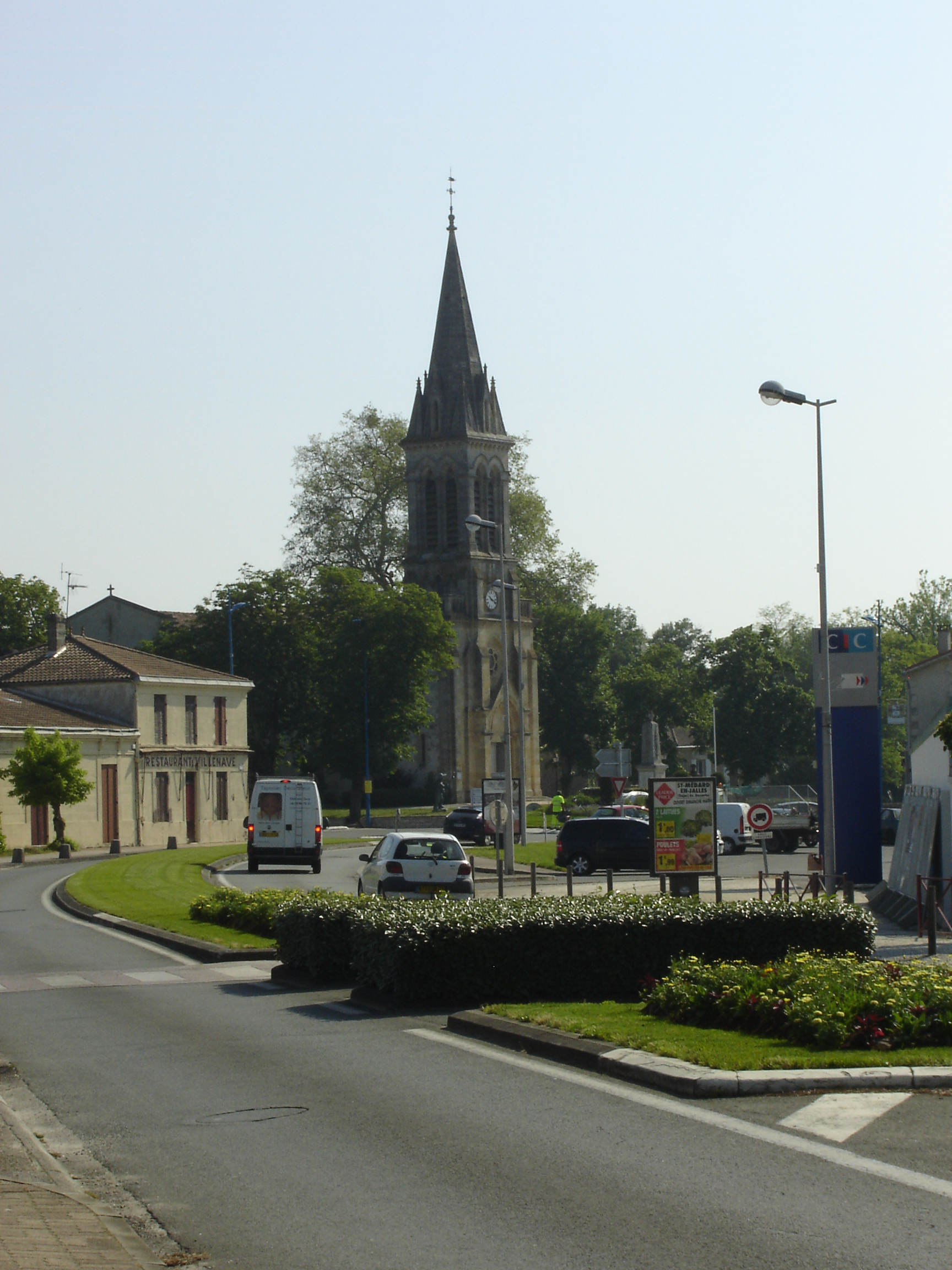
Kirche Saint-Jean

- Kirche Saint-Jean

## Gemeindepartnerschaften
Mit der spanischen Gemeinde Noblejas in der Provinz Toledo (Kastilien-La Mancha) besteht seit 2013 eine Partnerschaft.